# Nieuw-Ginneken
Nieuw-Ginneken est une ancienne commune néerlandaise de la province du Brabant-Septentrional.
La commune Nieuw-Ginneken a été créée en 1942, quand la commune de Ginneken en Bavel fut supprimée et coupée en deux : le village de Ginneken fut rattaché à Bréda, le reste de l'ancienne commune fut érigée en une nouvelle commune sous le nom de Nieuw-Ginneken.
La commune était composée des villages de Bavel, Ulvenhout, Strijbeek et Galder. 
En 1997, cette commune fut également coupée en deux : les villages de Strijbeek et Galder furent rattachés à la nouvelle commune d'Alphen-Chaam ; les villages Bavel et Ulvenhout furent rattachés à Bréda (une partie de leur territoire, toutefois, allait à Alphen-Chaam).